# Tir aux Jeux paralympiques d'été de 2012
Navigation
Pékin 2008 Rio de Janeiro 2016
Les épreuves de tir des Jeux paralympiques d'été de 2012 ont eu lieu du 30 août 2012 au 6 septembre 2012 à Londres au Royal Artillery Barracks à Woolwich. Douze épreuves ont lieu avec 140 athlètes attendus pour y prendre part.
Étant donné que les pistolets utilisés dans les épreuves du tir au pistolet sont illégaux en Angleterre, en Écosse et au Pays de Galles, une dérogation spéciale devait être accordée par le gouvernement britannique pour permettre à certaines épreuves d'avoir lieu.

## Classification
Les tireurs paralympiques sont classés en fonction de leur degré de handicap. Le système de classification permet aux tireurs de rivaliser avec les autres avec le même niveau de fonction.
La classification des handicaps en tir est :
- SH1 : athlètes capables de porter le pistolet ou la carabine
- SH2 : athlètes requérant un support pour le pistolet ou la carabine.

## Calendrier
| F | Jour de finale |

| Tir aux Jeux paralympiques de 2012             | Tir aux Jeux paralympiques de 2012             | Tir aux Jeux paralympiques de 2012             | Tir aux Jeux paralympiques de 2012 | Tir aux Jeux paralympiques de 2012 | Tir aux Jeux paralympiques de 2012 | Tir aux Jeux paralympiques de 2012 | Tir aux Jeux paralympiques de 2012 | Tir aux Jeux paralympiques de 2012 | Tir aux Jeux paralympiques de 2012 | Tir aux Jeux paralympiques de 2012 | Tir aux Jeux paralympiques de 2012 | Tir aux Jeux paralympiques de 2012 | Tir aux Jeux paralympiques de 2012 | Tir aux Jeux paralympiques de 2012 | Tir aux Jeux paralympiques de 2012 | Tir aux Jeux paralympiques de 2012 | Tir aux Jeux paralympiques de 2012 | Tir aux Jeux paralympiques de 2012 | Tir aux Jeux paralympiques de 2012 | Tir aux Jeux paralympiques de 2012 | Tir aux Jeux paralympiques de 2012 |
| Août - septembre 2012                          | Août - septembre 2012                          | Août - septembre 2012                          | 29                                 | 30                                 | 31                                 | 1                                  | 2                                  | 3                                  | 4                                  | 5                                  | 6                                  | 7                                  | 8                                  | 9                                  |                                    |                                    |                                    |                                    |                                    |                                    |                                    |
| ---------------------------------------------- | ---------------------------------------------- | ---------------------------------------------- | ---------------------------------- | ---------------------------------- | ---------------------------------- | ---------------------------------- | ---------------------------------- | ---------------------------------- | ---------------------------------- | ---------------------------------- | ---------------------------------- | ---------------------------------- | ---------------------------------- | ---------------------------------- | ---------------------------------- | ---------------------------------- | ---------------------------------- | ---------------------------------- | ---------------------------------- | ---------------------------------- | ---------------------------------- |
| Carabine                                       |                                                |                                                |                                    |                                    |                                    |                                    |                                    |                                    |                                    |                                    |                                    |                                    |                                    |                                    |                                    |                                    |                                    |                                    |                                    |                                    |                                    |
| Carabine à 10 m air comprimé debout SH1 hommes | Carabine à 10 m air comprimé debout SH1 hommes | Carabine à 10 m air comprimé debout SH1 hommes |                                    |                                    | F                                  |                                    |                                    |                                    |                                    |                                    |                                    |                                    |                                    |                                    |                                    |                                    |                                    |                                    |                                    |                                    |                                    |
| Carabine à 50 m 3 positions SH1 hommes         | Carabine à 50 m 3 positions SH1 hommes         | Carabine à 50 m 3 positions SH1 hommes         |                                    |                                    |                                    |                                    |                                    |                                    |                                    | F                                  |                                    |                                    |                                    |                                    |                                    |                                    |                                    |                                    |                                    |                                    |                                    |
| Carabine à 10 m air comprimé debout SH1 femmes | Carabine à 10 m air comprimé debout SH1 femmes | Carabine à 10 m air comprimé debout SH1 femmes |                                    | F                                  |                                    |                                    |                                    |                                    |                                    |                                    |                                    |                                    |                                    |                                    |                                    |                                    |                                    |                                    |                                    |                                    |                                    |
| Carabine à 50 m 3 positions SH1 femmes         | Carabine à 50 m 3 positions SH1 femmes         | Carabine à 50 m 3 positions SH1 femmes         |                                    |                                    |                                    |                                    |                                    |                                    |                                    |                                    | F                                  |                                    |                                    |                                    |                                    |                                    |                                    |                                    |                                    |                                    |                                    |
| Carabine à 10 m air comprimé couché SH1 mixtes | Carabine à 10 m air comprimé couché SH1 mixtes | Carabine à 10 m air comprimé couché SH1 mixtes |                                    |                                    |                                    | F                                  |                                    |                                    |                                    |                                    |                                    |                                    |                                    |                                    |                                    |                                    |                                    |                                    |                                    |                                    |                                    |
| Carabine à 10 m air comprimé couché SH2 mixtes | Carabine à 10 m air comprimé couché SH2 mixtes | Carabine à 10 m air comprimé couché SH2 mixtes |                                    |                                    |                                    | F                                  |                                    |                                    |                                    |                                    |                                    |                                    |                                    |                                    |                                    |                                    |                                    |                                    |                                    |                                    |                                    |
| Carabine à 10 m air comprimé debout SH2 mixtes | Carabine à 10 m air comprimé debout SH2 mixtes | Carabine à 10 m air comprimé debout SH2 mixtes |                                    |                                    |                                    |                                    | F                                  |                                    |                                    |                                    |                                    |                                    |                                    |                                    |                                    |                                    |                                    |                                    |                                    |                                    |                                    |
| Carabine à 50 m couché SH2 mixtes              | Carabine à 50 m couché SH2 mixtes              | Carabine à 50 m couché SH2 mixtes              |                                    |                                    |                                    |                                    |                                    |                                    | F                                  |                                    |                                    |                                    |                                    |                                    |                                    |                                    |                                    |                                    |                                    |                                    |                                    |
| Pistolet                                       |                                                |                                                |                                    |                                    |                                    |                                    |                                    |                                    |                                    |                                    |                                    |                                    |                                    |                                    |                                    |                                    |                                    |                                    |                                    |                                    |                                    |
| Pistolet à 10 m air comprimé SH1 hommes        | Pistolet à 10 m air comprimé SH1 hommes        | Pistolet à 10 m air comprimé SH1 hommes        |                                    | F                                  |                                    |                                    |                                    |                                    |                                    |                                    |                                    |                                    |                                    |                                    |                                    |                                    |                                    |                                    |                                    |                                    |                                    |
| Pistolet à 10 m air comprimé SH1 femmes        | Pistolet à 10 m air comprimé SH1 femmes        | Pistolet à 10 m air comprimé SH1 femmes        |                                    |                                    | F                                  |                                    |                                    |                                    |                                    |                                    |                                    |                                    |                                    |                                    |                                    |                                    |                                    |                                    |                                    |                                    |                                    |
| Pistolet à 25 m SH1 mixtes                     | Pistolet à 25 m SH1 mixtes                     | Pistolet à 25 m SH1 mixtes                     |                                    |                                    |                                    |                                    |                                    | F                                  |                                    |                                    |                                    |                                    |                                    |                                    |                                    |                                    |                                    |                                    |                                    |                                    |                                    |
| Pistolet à 50 m SH1 mixtes                     | Pistolet à 50 m SH1 mixtes                     | Pistolet à 50 m SH1 mixtes                     |                                    |                                    |                                    |                                    |                                    |                                    |                                    |                                    | F                                  |                                    |                                    |                                    |                                    |                                    |                                    |                                    |                                    |                                    |                                    |

## Résultats

### Podiums

#### Hommes
| Épreuve                                 | Or                    | Argent                      | Bronze               |
| --------------------------------------- | --------------------- | --------------------------- | -------------------- |
| Pistolet à 10 m air comprimé SH1        | Park Sea-Kyun (KOR)   | Muharrem Korhan Yamaç (TUR) | Lee Ju-Hee (KOR)     |
| Carabine à 10 m air comprimé debout SH1 | Chao Dong (CHN)       | Jonas Jacobsson (SWE)       | Josef Neumaier (GER) |
| Carabine à 50 m 3 positions SH1         | Jonas Jacobsson (SWE) | Doron Shaziri (ISR)         | Chao Dong (CHN)      |

#### Femmes
| Épreuve                                 | Or                            | Argent                    | Bronze                    |
| --------------------------------------- | ----------------------------- | ------------------------- | ------------------------- |
| Pistolet à 10 m air comprimé SH1        | Olivera Nakovska-Bikova (MKD) | Marina Klimenchenko (RUS) | Sareh Javanmardi (IRI)    |
| Carabine à 10 m air comprimé debout SH1 | Zhang Cuiping (CHN)           | Manuela Schmermund (GER)  | Natalie Smith (AUS)       |
| Carabine à 50 m 3 positions SH1         | Zhang Cuiping (CHN)           | Dang Shibei (CHN)         | Veronika Vadovičová (SVK) |

#### Mixte
| Épreuve                                 | Or                            | Argent                               | Bronze                   |
| --------------------------------------- | ----------------------------- | ------------------------------------ | ------------------------ |
| Pistolet à 25 m SH1                     | Jianfei Li (CHN)              | Sergey Malyshev (RUS)                | Valery Ponomarenko (RUS) |
| Pistolet à 50 m SH1                     | Seakyun Park (KOR)            | Valery Ponomarenko (RUS)             | Hedong Ni (CHN)          |
| Carabine à 10 m air comprimé couché SH1 | Cédric Fèvre-Chevalier (FRA)  | Matthew Skelhon (GBR)                | Cuiping Zhang (CHN)      |
| Carabine à 10 m air comprimé couché SH2 | Vasyl Kovalchuk (UKR)         | Raphaël Voltz (FRA)                  | James Bevis (GBR)        |
| Carabine à 10 m air comprimé debout SH2 | Juyoung Kang (KOR)            | Gorazd Francek Tirsek (SLO)          | Michael Johnson (NZL)    |
| Carabine à 50 m couché SH2              | Abdulla Sultan Alaryani (UAE) | Juan Antonio Saavedra Reinaldo (ESP) | Matthew Skelhon (GBR)    |

### Tableau des médailles
| Rang  | Nation              | Or | Argent | Bronze | Total |
| ----- | ------------------- | -- | ------ | ------ | ----- |
| 1     | Chine               | 4  | 1      | 3      | 8     |
| 2     | Corée du Sud        | 3  | 0      | 1      | 4     |
| 3     | France              | 1  | 1      | 0      | 2     |
| 3     | Suède               | 1  | 1      | 0      | 2     |
| 5     | Macédoine du Nord   | 1  | 0      | 0      | 1     |
| 5     | Émirats arabes unis | 1  | 0      | 0      | 1     |
| 5     | Ukraine             | 1  | 0      | 0      | 1     |
| 8     | Russie              | 0  | 3      | 1      | 4     |
| 9     | Grande-Bretagne     | 0  | 1      | 2      | 3     |
| 10    | Allemagne           | 0  | 1      | 1      | 2     |
| 11    | Espagne             | 0  | 1      | 0      | 1     |
| 11    | Israël              | 0  | 1      | 0      | 1     |
| 11    | Slovénie            | 0  | 1      | 0      | 1     |
| 11    | Turquie             | 0  | 1      | 0      | 1     |
| 15    | Australie           | 0  | 0      | 1      | 1     |
| 15    | Iran                | 0  | 0      | 1      | 1     |
| 15    | Nouvelle-Zélande    | 0  | 0      | 1      | 1     |
| 15    | Slovaquie           | 0  | 0      | 1      | 1     |
| Total | Total               | 7  | 7      | 7      | 21    |